# Зайбольд, Герхард
Ге́рхард За́йбольд (нем. Gerhard Seibold; 13 мая 1943, Клостернойбург) — австрийский гребец-байдарочник, выступал за сборную Австрии в середине 1960-х — начале 1970-х годов. Бронзовый призёр летних Олимпийских игр в Мехико, чемпион мира, бронзовый призёр чемпионата Европы, победитель многих регат национального и международного значения.

## Биография
Герхард Зайбольд родился 13 мая 1943 года в городе Клостернойбурге.
Первого серьёзного успеха на взрослом международном уровне добился в 1966 году, когда попал в основной состав австрийской национальной сборной и побывал на чемпионате мира в Восточном Берлине, откуда привёз награду серебряного достоинства, выигранную в зачёте четырёхместных байдарок на дистанции 1000 метров. Год спустя выступил на чемпионате Европы в западногерманском Дуйсбурге, где стал бронзовым призёром среди четвёрок на десяти километрах.
Благодаря череде удачных выступлений удостоился права защищать честь страны на летних Олимпийских играх 1968 года в Мехико — в двойках на тысяче метрах вместе с напарником Гюнтером Пфаффом занял в финале третье место, уступив только экипажам из СССР и Венгрии, и завоевал тем самым бронзовую олимпийскую медаль, тогда как в четырёхместном экипаже, куда помимо Пфаффа вошли также гребцы Хельмут Хедигер и Курт Линдльгрубер, показал в финале лишь седьмой результат.
Став бронзовым олимпийским призёром, Зайбольд остался в основном составе гребной команды Австрии и продолжил принимать участие в крупнейших международных регатах. Так, в 1970 году он отправился представлять страну на мировом первенстве в Копенгагене, где в паре с тем же Гюнтером Пфаффом дважды поднимался на пьедестал почёта: получил бронзу в двойках на пятистах метрах и золото в двойках на тысяче метрах. В следующем сезоне на чемпионате мира в югославском Белграде пытался защитить звание чемпиона в километровой дисциплине байдарок-двоек, однако на сей раз они с Пфаффом пришли к финишу вторыми и вынуждены были довольствоваться серебряными наградами — их опередил немецкий экипаж Райнера Курта и Александра Слатнова.
Будучи одним из лидеров австрийской национальной сборной, Герхард Зайбольд благополучно прошёл квалификацию на Олимпийские игры 1972 года в Мюнхене — выступал здесь только в четвёрках на тысяче метрах, а его партнёрами были Курт Хойбуш, Хайнц Родингер и Альфред Цехмайстер — в итоге они не смогли квалифицироваться на предварительном этапе, а в утешительном заезде пришли к финишу лишь пятыми.
За выдающиеся спортивные достижения в 1996 году Зайбольд награждён знаком I степени Почётного знака «За заслуги перед Австрийской Республикой».